# Бритва

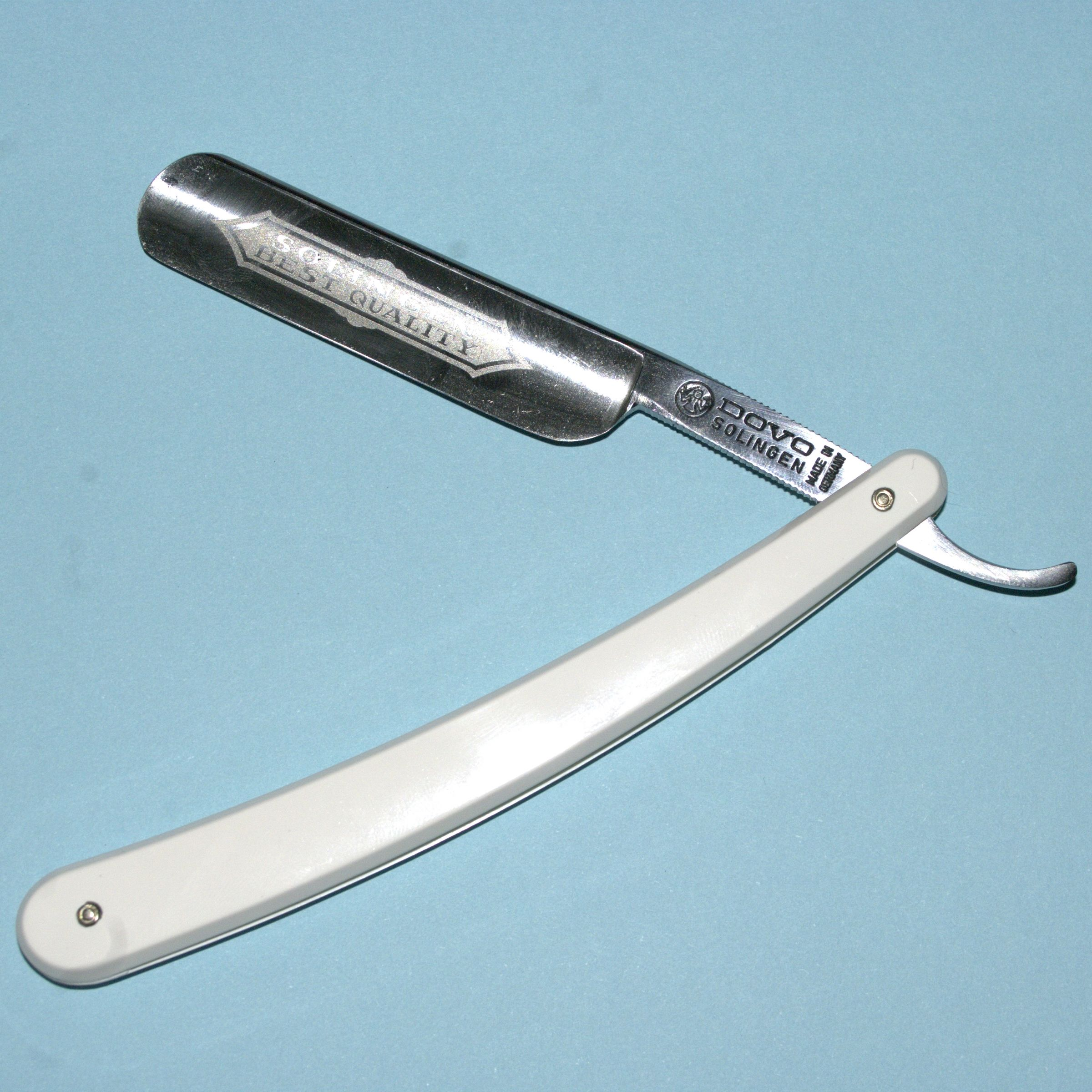
Бритва

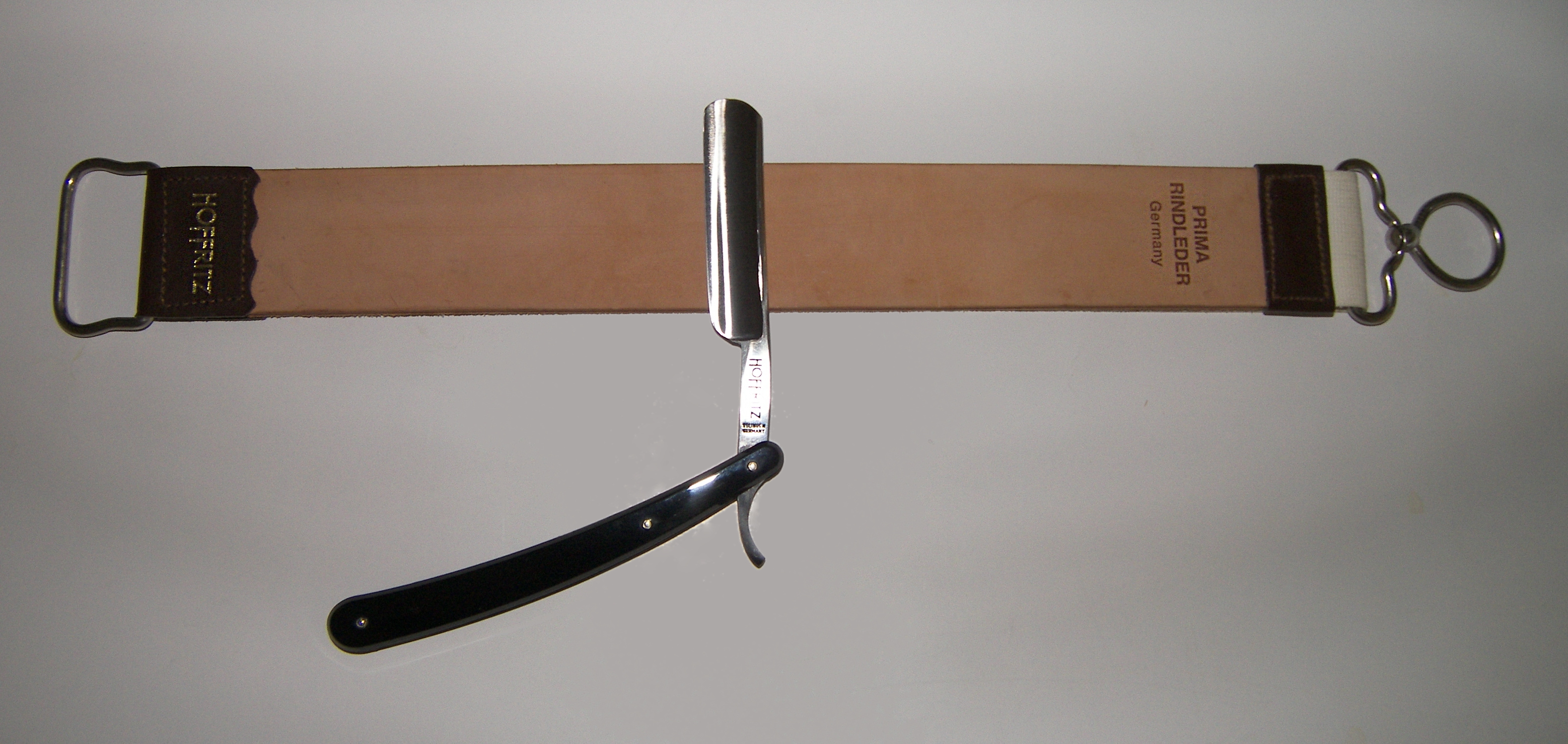
Бритва з шкіряним паском для нагострення

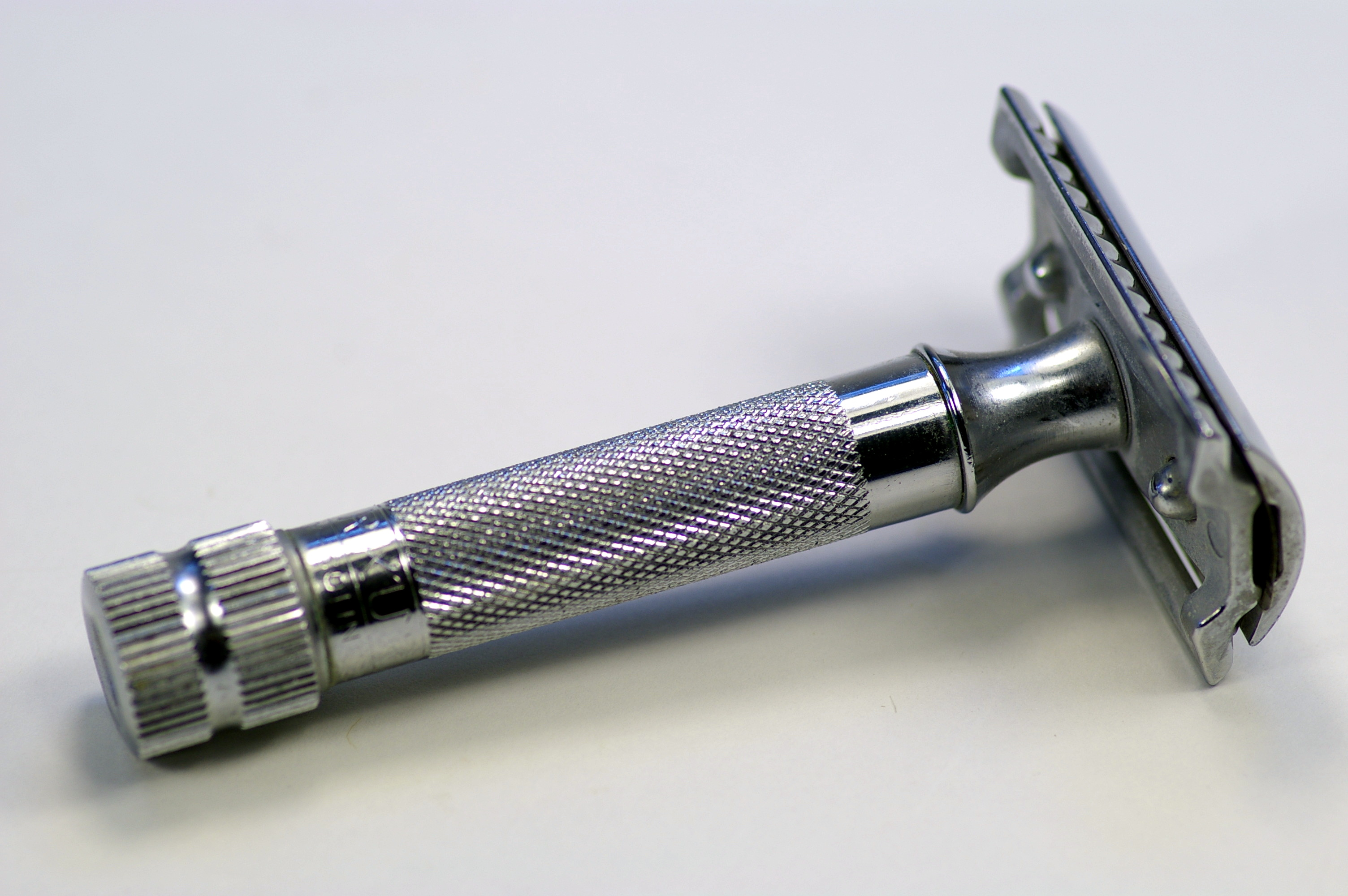
Безпечна двостороння

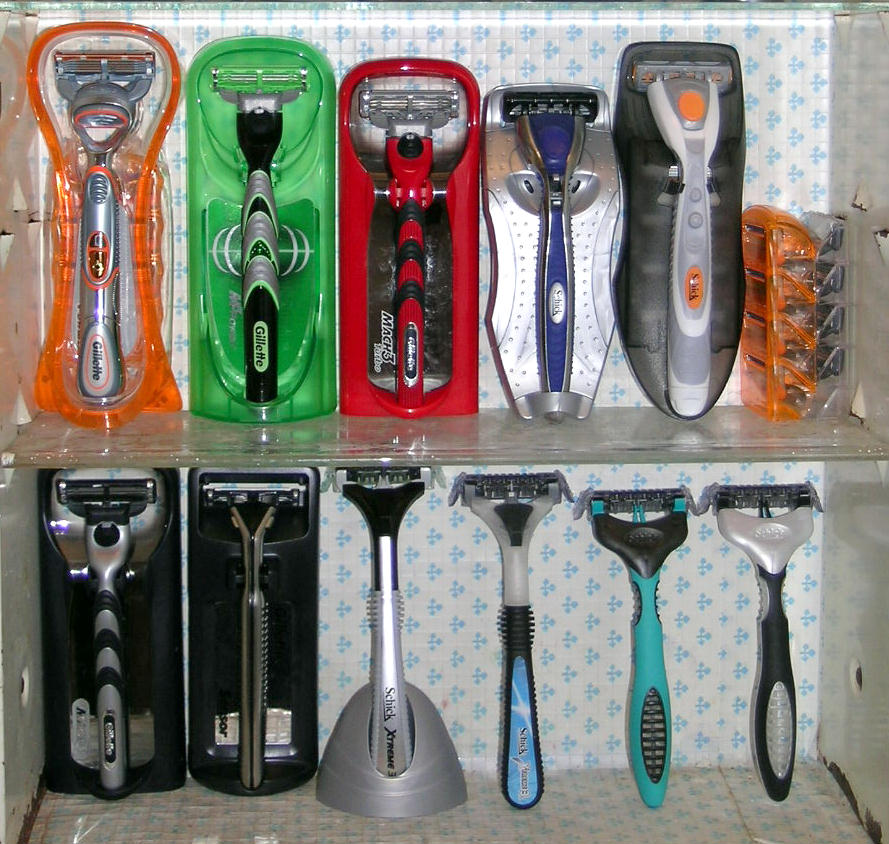
Сучасні бритви

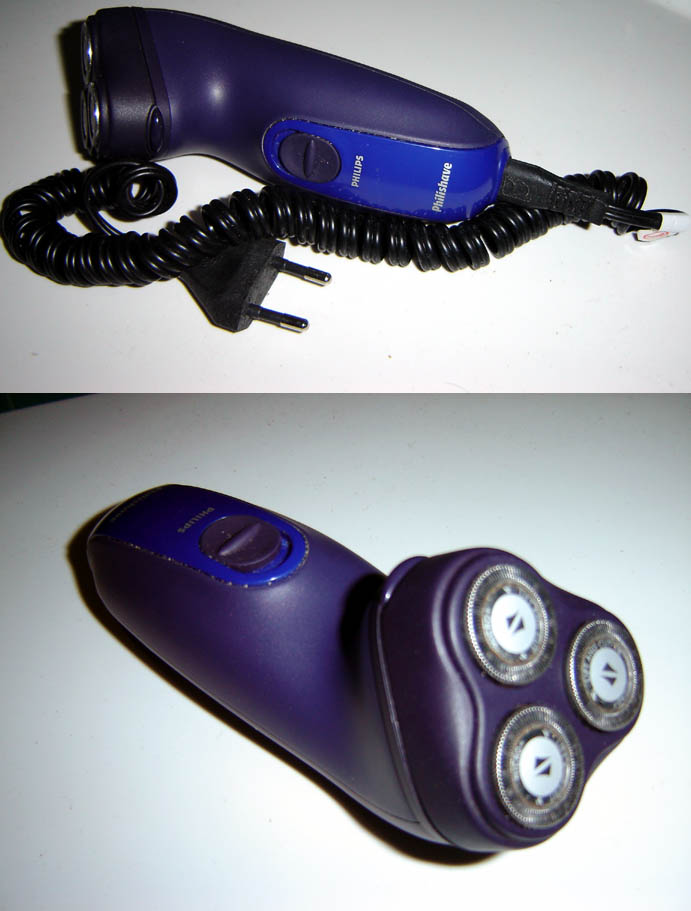
Електрична

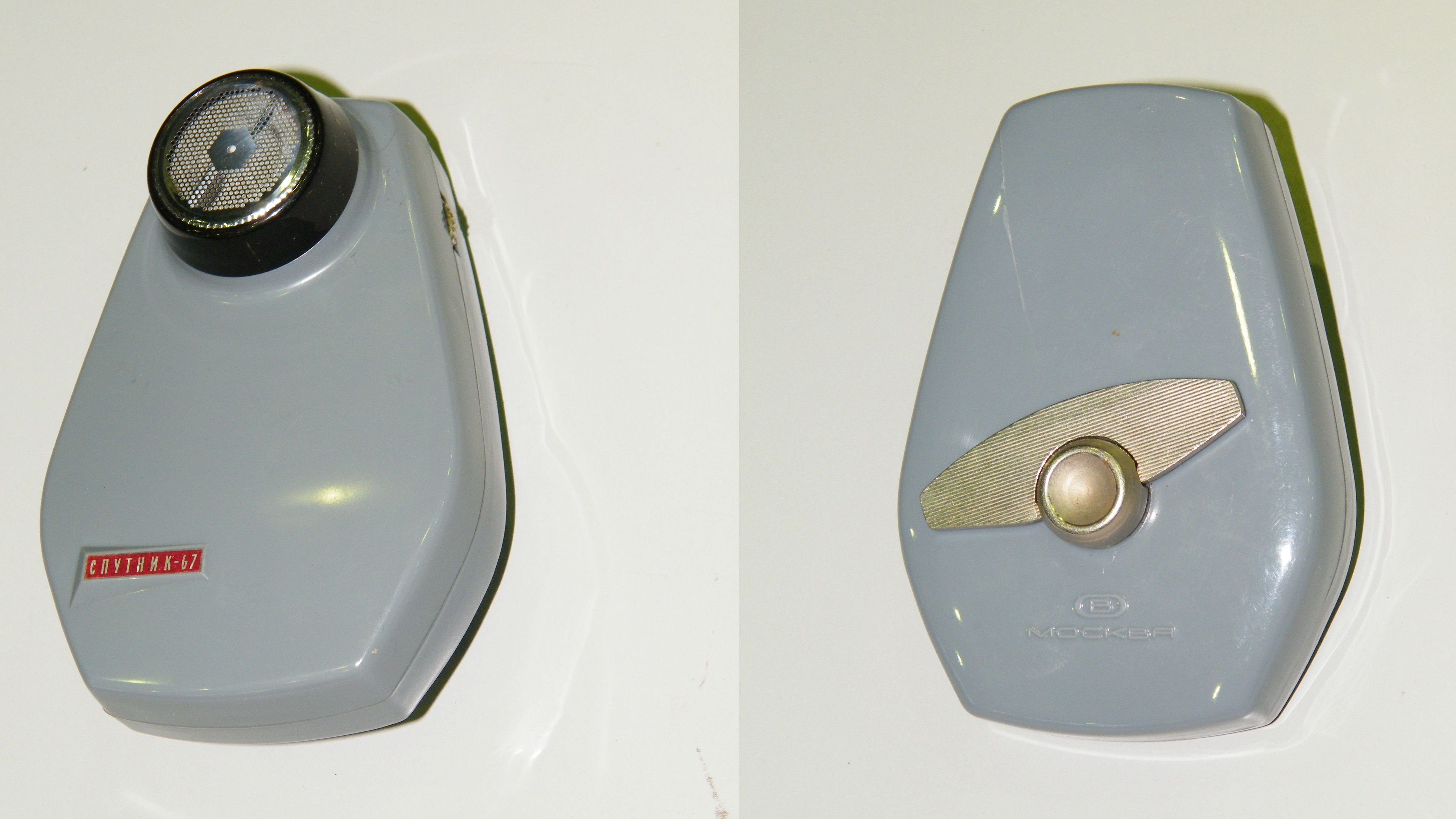
Механічна бритва з пружинним двигуном «Спутник-67»

Бри́тва — гострий сталевий ніж або спеціальний пристрій для гоління.

## Історія
Перші бритви з'явилися у шумерів і єгиптян, для гоління вони використовували кремневі ножі. У другому тисячолітті до н. е. були поширені бронзові бритви, у 1-му тис. до н. е. — залізні. Спочатку всі бритви були дугоподібні, у римлян з'явилися прямі бритви. На початку XX століття з'являються безпечні бритви.

## Безпечні бритви
- Зі змінними картриджами
- Одноразові

## Механічні бритви
- З пружиною

## Електричні бритви
- Сіткові
- Роторні

## Усталені вирази
- ти́хою бри́твою — діяти приховано, таємно, спідтишка
- ходи́ти по бри́тві, ходи́ти по ле́зу бри́тви — обережно здійснювати небезпечну і складну справу
- язи́к як бри́тва — той, хто вміє дошкульно, влучно, дотепно висловлюватися[1]

## Виробники бритв
Відомими виробниками небезпечних бритв є Dovo, Feather, Parker, безпечних — Merkur, Edwin Jagger, MÜHLE, Gillette, Schick, BIC, Dorco, електричних — Braun, Royal Philips Electronics, Panasonic, Remington, WAHL, Rowenta.